# Useware
Useware ist ein 1998 eingeführter Sammelbegriff und bezeichnet alle Hard- und Softwarekomponenten eines technischen Systems, die der Benutzung dienen.
Mit dem Begriff Useware verbindet sich eine Fokussierung der Technikgestaltung auf menschliche Fähigkeiten und Bedürfnisse. Den Nutzer mit seinen Fähigkeiten und Grenzen zu begreifen und die Technik daran auszurichten, ist die einzige Erfolg versprechende Methode bei der Gestaltung zukünftiger technischer Produkte und Systeme.
Der steigende Aufwand bei der Bedienoberflächenentwicklung auf Grundlage wissenschaftlicher Methoden hat zu einem Entwicklungsanteil geführt, der ähnlich groß wie in den traditionellen Feldern des Software-Engineerings ist. Useware wurde daher in sprachlicher Analogie zu Hard- und Software bewusst gewählt, da früher nur die Hard- und Software die Entwicklungskosten bestimmte. Usability wird somit zunehmend als wertschöpfender Faktor erkannt, da bei ständiger Angleichung der Funktionalitäten ähnlicher Maschinen die Bedienung oftmals das einzige Alleinstellungsmerkmal ist.

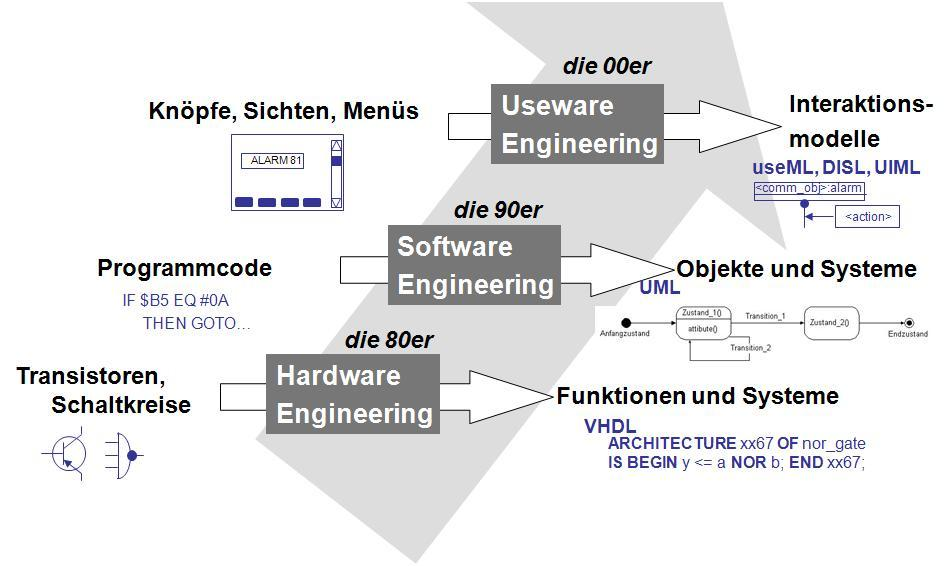
Abbildung 1: Die Entstehungen der Engineering-Disziplinen

## Useware-Engineering

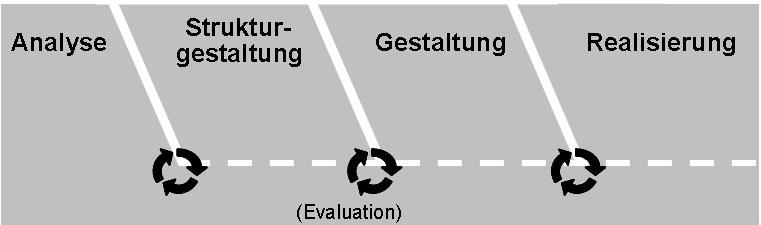
Abbildung 2: Schematische Darstellung des Useware-Entwicklungsprozesses

Unter Useware-Engineering versteht man analog zum Software-Engineering die standardisierte ingenieursmäßige Herstellung von Useware und die damit verbundenen Prozesse (vgl. Abbildung 1). Useware-Engineering hat die Entwicklung leicht erlernbarer und effizient benutzbarer Schnittstellen zum Ziel, die an die Arbeitsaufgaben des Menschen angepasst sind und sich der Maschinenfunktionalität bedienen, diese aber nicht in den Vordergrund der Entwicklungen stellen. Diese Zielsetzung des systematischen Useware-Engineering stellt somit basierend auf den tatsächlichen Nutzeraufgaben eine hohe Gebrauchstauglichkeit sicher, erfordert jedoch Vorgehen, die eine aktive und iterative Beteiligung verschiedener Personenkreise beinhalten. Deswegen stimmten die entsprechenden Fachgesellschaften GfA – Ges. für Arbeitswissenschaft, GI – Ges. für Informatik, VDE-ITG – Informationstechnische Gesellschaft im VDE und VDI/VDE-GMA – Ges. für Mess- und Automatisierungstechnik im VDI/VDE 1998 darin überein, Useware als neuen Sammelbegriff für alle Hard- und Softwarekomponenten eines technischen Systems, die der Benutzung dienen, zu definieren. In Folge entstand daraus die analoge Entwicklung im Bereich der Engineeringprozesse mit dem Resultat des Useware-Engineerings (vgl. Abbildung 2).
Damit wird die schon von Ben Shneiderman geäußerte, zentrale Anforderung nach strukturierter Entwicklung menschengerechter Bediensysteme nochmals verstärkt und nach jahrelanger funktionsorientierter Entwicklung eine Fokussierung auf menschliche Fähigkeiten und Bedürfnisse eingeleitet. Den Nutzer mit seinen Fähigkeiten und Grenzen zu begreifen und die Technik daran auszudrücken, ist die einzig Erfolg versprechende Methode zur Gestaltung zukünftiger technischer Produkte und Systeme.
Der Useware-Entwicklungsprozess gliedert sich in die Phasen: Analyse, Strukturgestaltung, Gestaltung, Realisierung und Evaluation. Jede dieser Phasen darf nicht isoliert, sondern muss überlappend, betrachtet werden. Die Durchgängigkeit des Prozesses sowie die Verwendung geeigneter Werkzeuge, z. B. auf Basis der Extensible Markup Language (XML), ermöglichen die Vermeidung von Informationsverlusten und Medienbrüchen.

### Analyse
Da Menschen auf ganz unterschiedliche Art und Weise lernen, denken und Probleme lösen muss in jedem Fall die Analyse der zukünftigen Nutzer, ihrer Aufgaben und des Arbeitsumfelds dem Entwicklungsprozess vorangestellt werden. In der Analysephase werden die Grundlagen für ein nutzer- und aufgabenorientiertes Bediensystem gelegt, es werden sowohl der Interaktionspartner Mensch als auch der Interaktionspartner Maschine betrachtet. Die Untersuchung der Nutzer und des Nutzerverhaltens erfolgt mit unterschiedlichen Methoden wie z. B. strukturierte Interviewtechniken, Strukturlegen etc. und sollte ein möglichst vollständiges Bild der Arbeitsaufgaben, Nutzergruppen und Arbeitsumgebungen ergeben. Zur Durchführung der Methoden müssen verschiedene Fachkompetenzen wie etwa Ingenieure oder Psychologen eingebunden werden. In dieser Phase entsteht insbesondere das Aufgabenmodell, welches implizit auch ein Funktionsmodell des Prozesses, bzw. der Maschine beinhaltet.

### Strukturgestaltung
In der Strukturgestaltung werden die in der Analysephase erhobenen Ergebnisse harmonisiert. Dabei wird auf Basis dieser Informationen ein abstraktes Benutzungsmodell entwickelt, welches weitgehend hardwareunabhängig ist. Es bildet die Grundlage für übergreifende Konzepte und stellt die Weiterverwendbarkeit der Ergebnisse für die nächsten Generationen sicher. Das Benutzungsmodell ist eine formale Zuordnung von Nutzungskontexten, Aufgaben und Informationsbedarf zu den Funktionen einer Maschine und wird mittels der Sprache useML (Useware Markup Language) im Rahmen einer modellbasierten Entwicklungsumgebung modelliert.

### Gestaltung
Parallel zur Strukturgestaltung muss eine Hardware-Plattform für die Maschinen-Useware ausgewählt werden. Diese Auswahl basiert einerseits auf den Umfeldanforderungen des Maschineneinsatzes (Verschmutzung, Lärm, Vibration, …), zum anderen auf Anforderungen aus Nutzersicht (Bildschirmgröße, optimales Interaktionsgerät). Daneben sind Kostenfaktoren oder aber auch Verkaufsargumente von Bedeutung. Für die Nutzerpräferenzen können die in der Analysephase gewonnenen Erkenntnisse und die Komplexität des Benutzungsmodells herangezogen werden. Ist das Modell stark vernetzt und besteht aus sehr vielen Elemente, so sollte auf möglichst viel Bildschirmfläche zur Visualisierung von Informationszusammenhängen geachtet werden. Diese Faktoren sind teilweise auch abhängig von Nutzergruppe und Nutzungskontext.

### Realisierung/Prototyping
Im Rahmen des Prototypings muss zunächst ein Entwicklungswerkzeug ausgewählt werden, mit dem die Useware auf der ausgewählten und evaluierten Hardware-Plattform realisiert werden kann. Vorausgesetzt, die ausgewählte Entwicklungsumgebung ist dazu in der Lage, kann das entwickelte Benutzungsmodell importiert und das abgeleitete Interaktionssystem weiterbearbeitet werden. Die Weiterbearbeitung betrifft dabei vor allem die Realisierung der dynamischen Komponenten der Useware sowie die Dialogfeingestaltung. Da das heutige Feld der Entwicklungswerkzeuge sehr weit gefächert ist und bestimmte Hardware-Systeme auch proprietäre Werkzeuge benötigen, ist davon auszugehen, dass in den meisten Fällen ein Medienbruch zwischen Struktur- und Detailgestaltung erfolgen muss. Hierbei müssen die Entwickler die vom Nutzer evaluierte und in Form von Prototypen vorliegende Useware mit dem jeweiligen Entwicklungswerkzeug abbilden und dann die Dialogfeingestaltung durchführen.

### Evaluation
Eine entwicklungsbegleitende Evaluation ermöglicht das frühzeitige Erkennen von Problemen am Produkt und spart somit Kosten bei deren Beseitigung. Dabei ist es vor allem wichtig, nicht nur gestalterische Aspekte zu evaluieren, sondern genauso die strukturellen Aspekte in die Betrachtungen mit einzubeziehen. Eine Untersuchung hat ergeben, dass 60 % aller Bedienfehler auf mangelnde Strukturierung zurückzuführen sind, und nicht auf mangelhafte Gestaltung. Die Evaluationsphase ist als Querschnittsaufgabe im gesamten Projektverlauf zu berücksichtigen und ist damit Ausdruck einer hohen Nutzerintegration in die Produktentwicklung. Nur mit einem interdisziplinären Projektteam ist eine erfolgreiche Einbindung der Evaluation in den Produktentwicklungsprozess möglich. Nach der starken Nutzereinbindung in der Analysephase wird auch im weiteren Verlauf der Bediensystementwicklung eine starke Rückkopplung mit Anwendern der zukünftigen Bediensysteme angestrebt. Während der Strukturgestaltung und der Gestaltungsphase müssen immer wieder Struktur- als auch Funktionsmodelle zur Verfügung gestellt werden, anhand derer Nutzer und Entwickler den Fortschritt der Entwicklung beobachten können.

## Weiterführende Literatur
- Oberquelle, H. (2002): Useware Design and Evolution: Bridging Social Thinking and Software Construction. In: Y. Dittrich, C. Floyd, R. Klischewski (Hrsg.): Social Thinking – Software Practice, S. 391–408, Cambridge, London: MIT-Press